# Denise Altmann
Denise Altmann, född 1 november 1987 i Wien i Österrike, är en österrikisk ishockeyspelare.
Altmann spelar i Linköping HC och i det Österrikiska landslaget där hon debuterade 2004.
2014 och 2015 vann hon SM-Guld med Linköping HC, klubben hon kom till 2007.